# 茲維納河

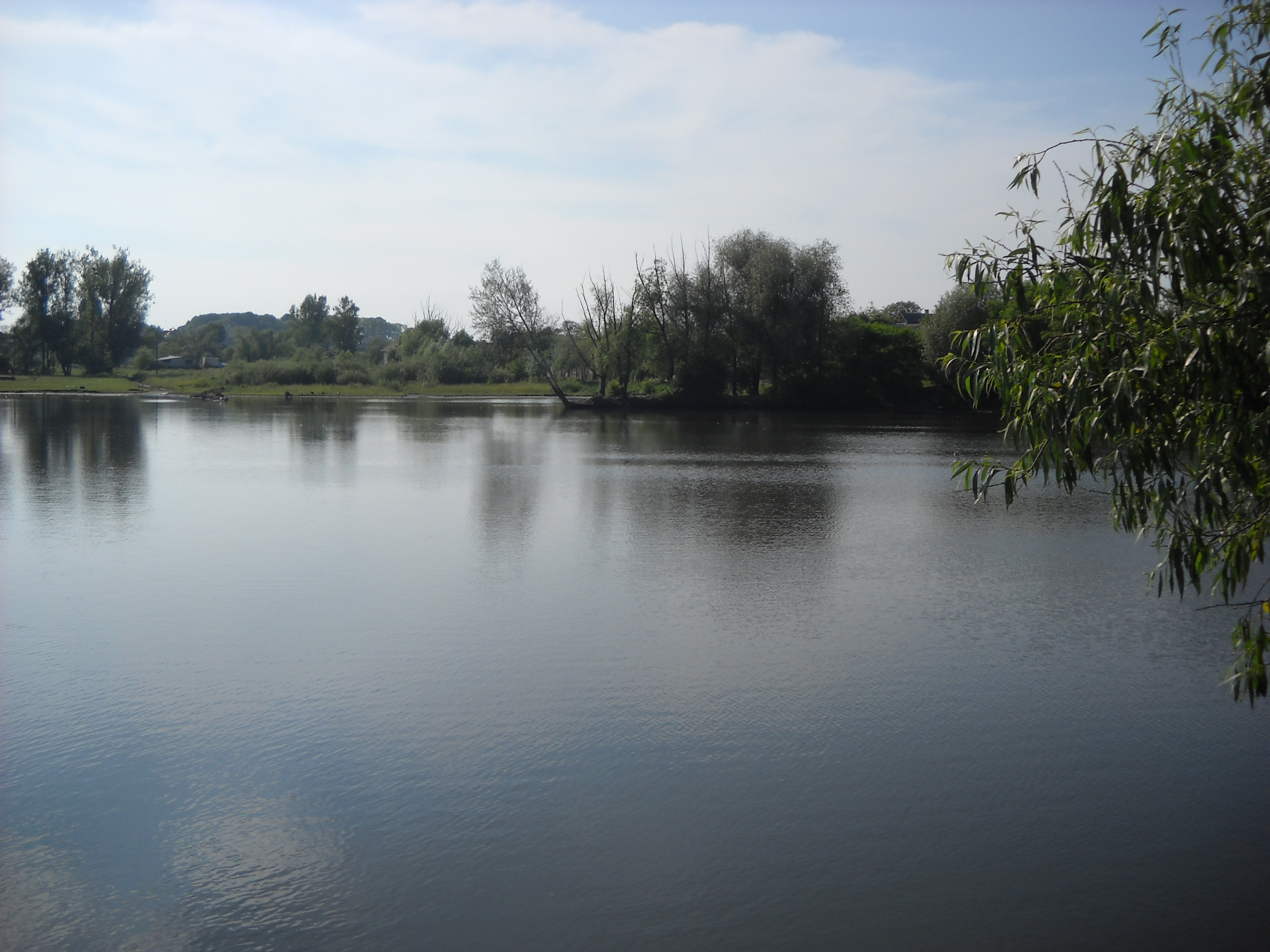

茲維納河（烏克蘭語：Дзвіна），是烏克蘭的河流，位於該國西部捷爾諾波爾州，屬於德涅斯特河的支流，發源自伊万内-普斯泰以東，流經博爾曉夫區，河道全長14公里。